# Skřítek
Pour plus de détails, voir Fiche technique et Distribution.
Skřítek (en français lutin) est un film tchèque réalisé par Tomáš Vorel, sorti en 2005. C'est le cinquième film du réalisateur.
Skřítek est une farce, les dialogues sont remplacées par des onomatopées et les sons sont stylisés. Tomáš Vorel revient avec ce film dans le genre grotesque de son premier long métrage Pražská pětka en 1988.

## Fiche technique
- Photographie : Marek Jícha
- Musique : MIG 21
- Production : Romana Brožková
- Société de distribution : Warner Bros.
- Langue : tchèque

## Distribution
- Bolek Polívka : Père
- Eva Holubová : Mère
- Tomáš Vorel mladší : Fils
- Anna Marhoulová : Fille

## Source de la traduction
- (cs) Cet article est partiellement ou en totalité issu de l’article de Wikipédia en tchèque intitulé « Skřítek » (voir la liste des auteurs).